# Elevador da Glória

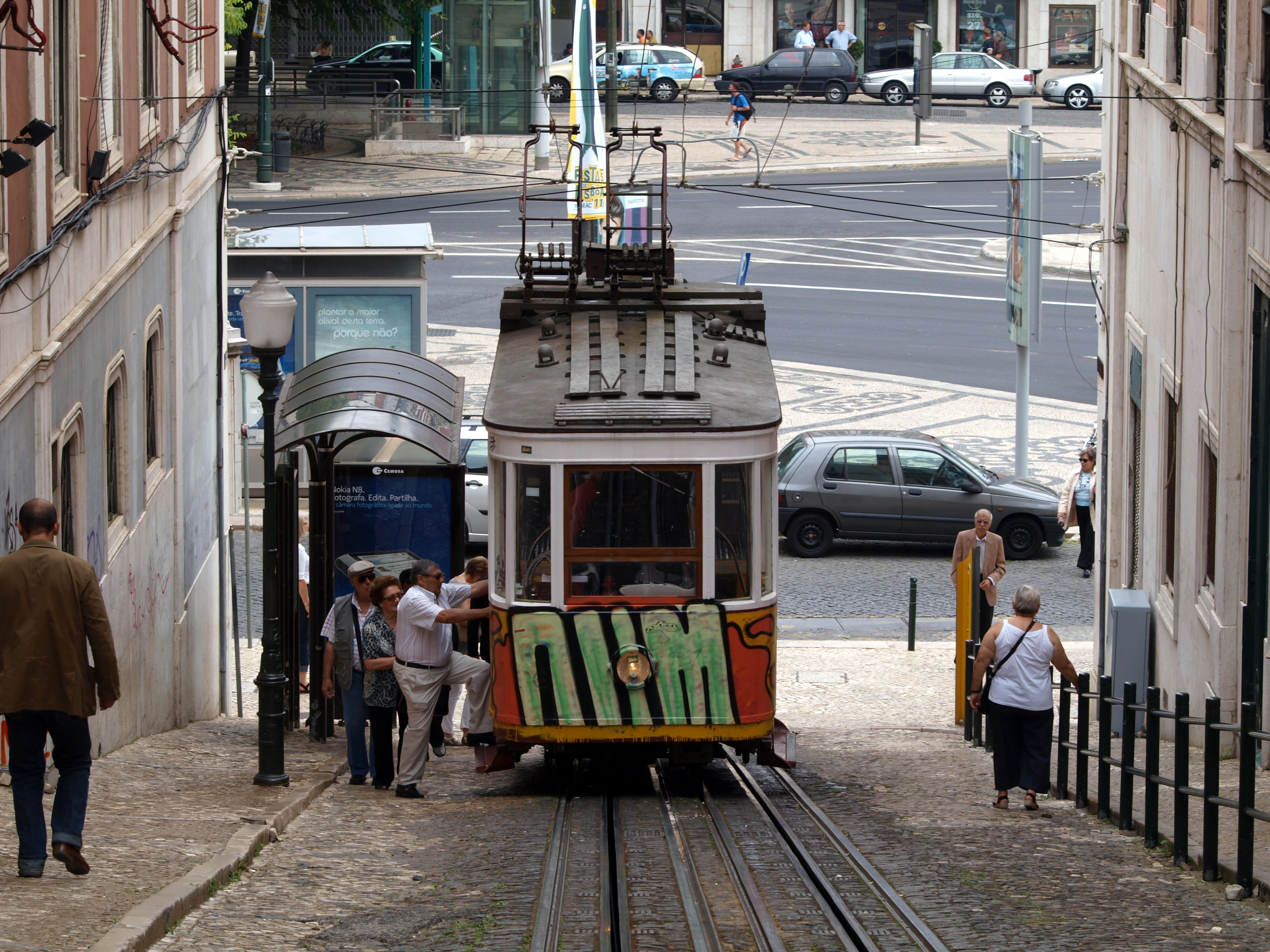
Aspeto do troço inferior (carro n.º 1), com as vias algaliadas.

O Ascensor da Glória, popularmente referido como Elevador da Glória, localiza-se na cidade de Lisboa, em Portugal, ligando a Baixa (Praça dos Restauradores, 17 m alt.) ao Bairro Alto (Jardim de São Pedro de Alcântara, 61 m alt.). É um dos três funiculares operados pela Carris (como a sua carreira 51E), e destes é o mais movimentado, chegando a transportar anualmente mais de 3 milhões de passageiros.

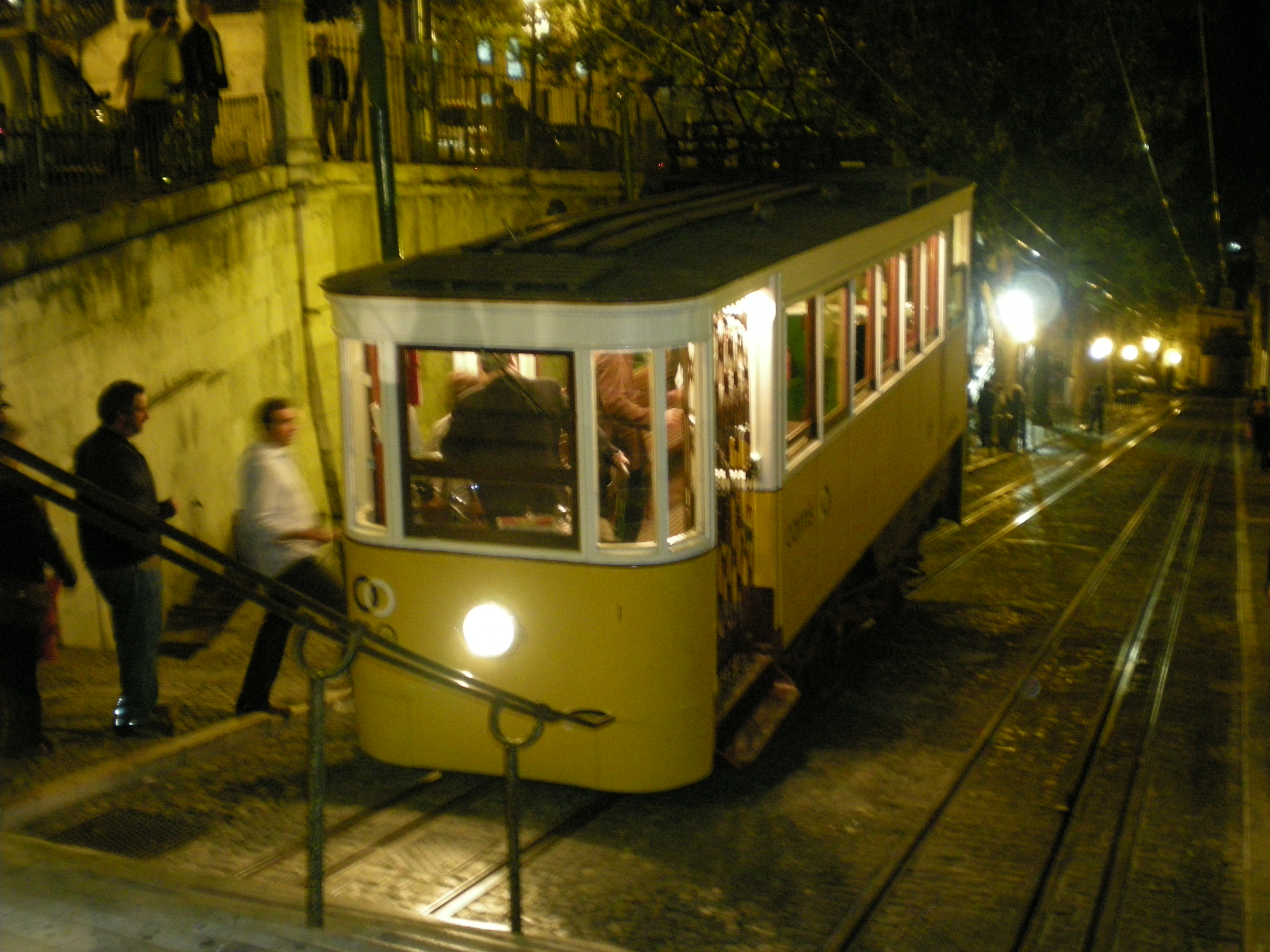
Ligando os Restauradores ao Bairro Alto, o Elevador da Glória anima a vida noturna, encerrando a hora relativamente tardia.

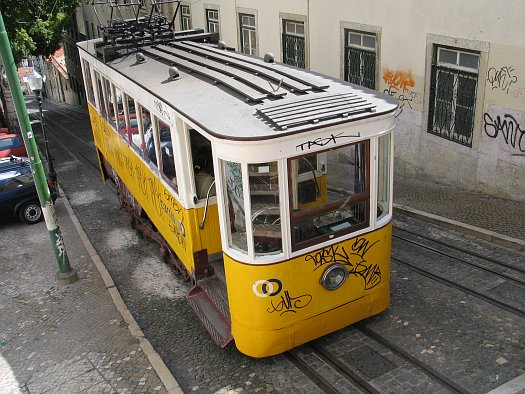
Carro n.º 1 na posição superior.

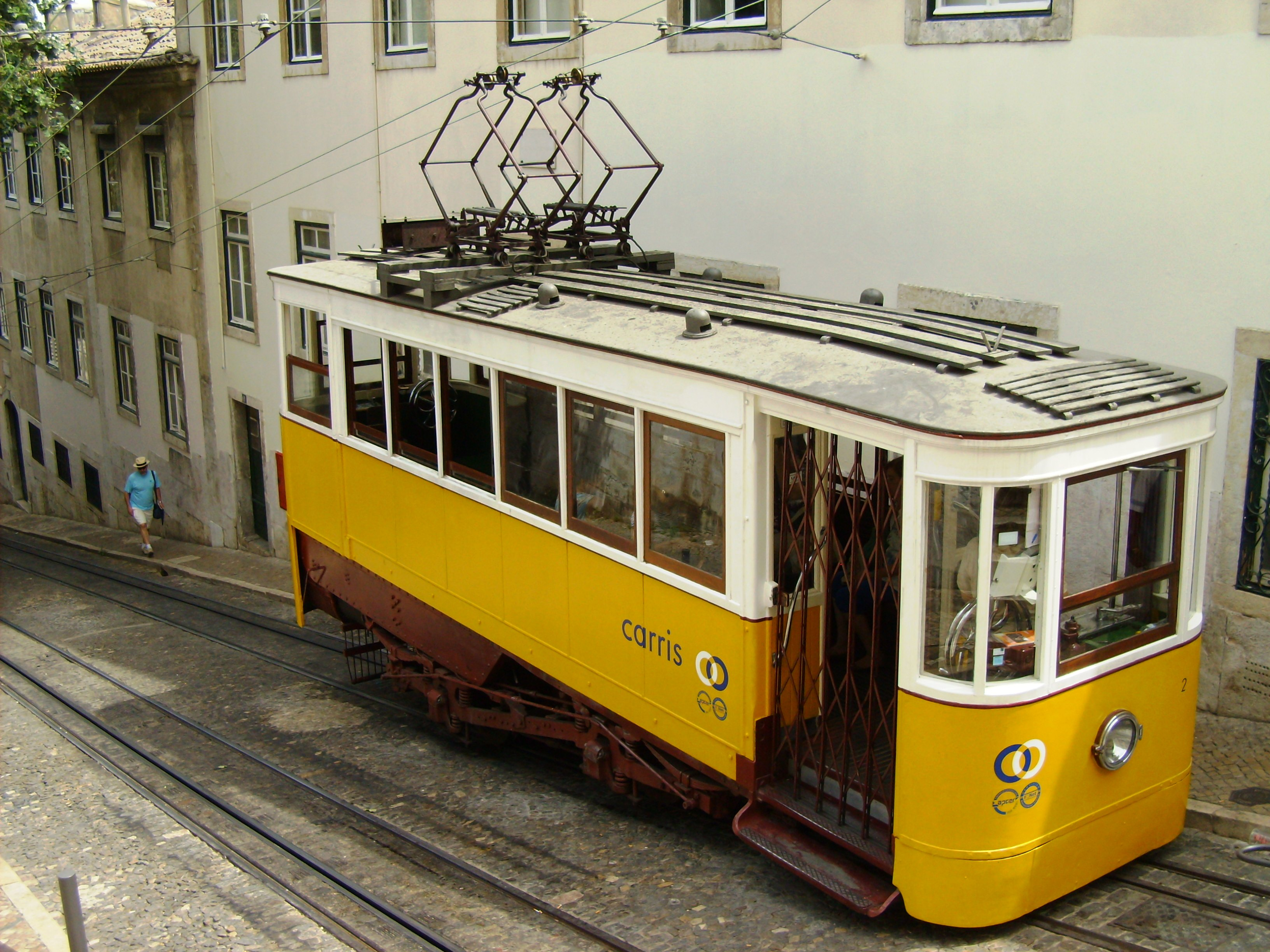
carro n.º 2 na posição superior.

## História
Construído pelo engenheiro português Raoul Mesnier du Ponsard, foi inaugurado em 24 de outubro de 1885, constituindo-se no segundo do género implantado na cidade por iniciativa da Nova Companhia dos Ascensores Mecânicos de Lisboa. O sistema de tração original era de cremalheira e cabo equilibrado por contrapeso de água, passando mais tarde a ser a vapor. Em setembro de 1915 passou a ser movido por eletricidade.
Até finais do século XIX, durante as viagens noturnas a iluminação dentro da cabine era feita com velas.
Entre 1913 e 1926 organizou-se uma prova de ciclismo, a Subida à Glória, recuperada a partir de 2013. Consiste na subida em contra-relógio de todo o trajeto, aberta a participantes profissionais e amadores. O recorde anterior, de 55 s, foi alcançado em 1926 e quebrado em 2013.
Em 1987 a banda Rádio Macau lança em máxi single e LP epónimos a faixa “O Elevador da Glória”, que rapidamente se tornou o seu mais conhecido tema e um ícone do rock português.
Desde fevereiro de 2002 encontra-se classificado como Monumento Nacional.

## Características
Os dois carros, idênticos e numerados 1 e 2, foram construídos pela empresa alemã Maschinenfabrik Esslingen; são compostos por duas coxias de comando (uma em cada extremidade) e por um salão de passageiros com dois bancos corridos de costas viradas para as janelas, tudo no mesmo nível horizontal — havendo uma extremidade mais alta (anterior no sentido descendente) e outra mais próxima do solo, tal como o Elevador do Lavra, no que difere de muitos outros funiculares. As entradas e saídas de cada carro fazem-se por duas portas munidas de cancela pantográfica e situadas na extremidade com menor desnível em relação ao exterior, de ambos os lados do posto de comando activo em ascensão.
O trajeto é de 265 m, em via de carril duplo encastrado no pavimento de arruamento vulgar, com bitola de 90 cm e fenda central para ligação do cabo. Vence um desnível acentuado, superior a 17%.
| {{{caption}}}                                                                                |
| Aspecto do interior da cabina e tripulante; carro descendente, aproximando-se do cruzamento. |

| {{{caption}}}                                           |
| Os dois carros passam um pelo outro a meio do percurso. |

| {{{caption}}}                                                 |
| O preço do bilhete comprado a bordo era já de 3,60 € em 2013. |

| {{{caption}}}           |
| Um só plano horizontal. |